# 刘彦琮
刘彦琮，或误作刘行琮（868年—931年7月14日），字比德，晚唐云中（今山西大同）人。曾效力于河东节度使李克用帐下，屡次跟随其征战。绛州刺史王瓘起兵造反，李克用令刘彦琮平叛。不久后，刘彦琮随李克用占领汾、晋两地郊区，刘彦琮诈降王瓘。王瓘以为他诚心归附自己，待他很好，命为骑将。一次王瓘出猎，刘彦琮乘王瓘策马驰驱之际亲手割下他的首级献给李克用，李克用觉得他很是奇特。后梁围攻潞州，刘彦琮随李克用的继承人李存勖成功突破上党之围。
后唐建立后，同光初年，刘彦琮稍迁至铁林指挥使、磁州刺史。后唐明宗登基后，天成元年（926年）五月，任为华州（史书误作同州）留后，二年（927年）四月任为正式节度使。三年（928年）六月，改左武卫上将军。长兴元年（930年）三月，改陕州保义军节度使、检校太保，十月移镇邠宁节度使。次年闰五月，卒于任上。明宗为之废朝，赠太傅。

## 延伸阅读
[在维基数据编辑]
 《舊五代史·卷61》，出自薛居正《舊五代史》